# Platt djävulstunga
Platt djävulstunga (Ferocactus macrodiscus) är en kaktusväxtart som först beskrevs av Carl Friedrich Philipp von Martius, och fick sitt nu gällande namn av Nathaniel Lord Britton och Joseph Nelson Rose. Den platta djävulstungan ingår i släktet Ferocactus och familjen kaktusväxter.

## Underarter
Arten delas in i följande underarter:
- F. m. macrodiscus
- F. m. septentrionalis

## Bildgalleri

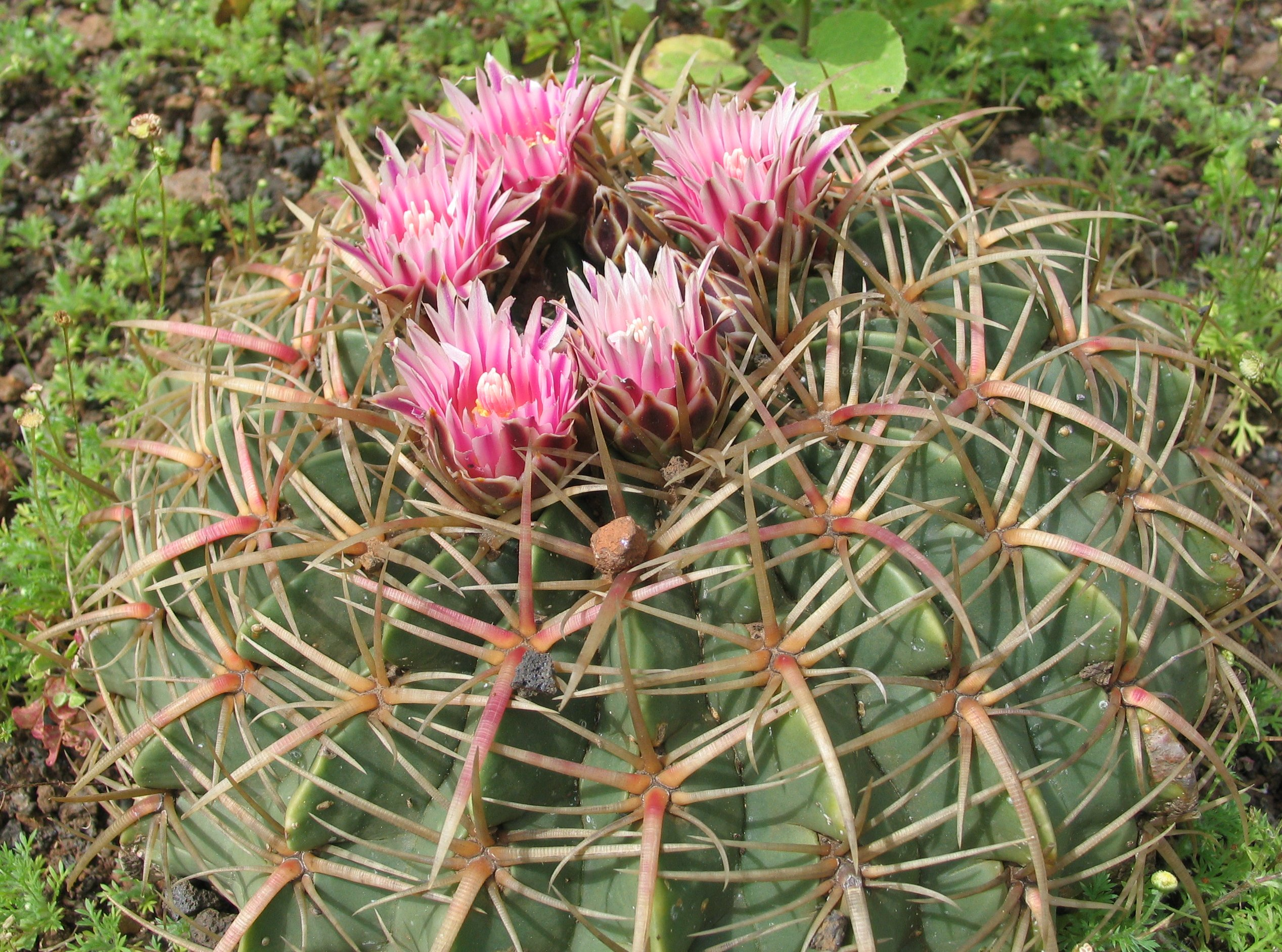
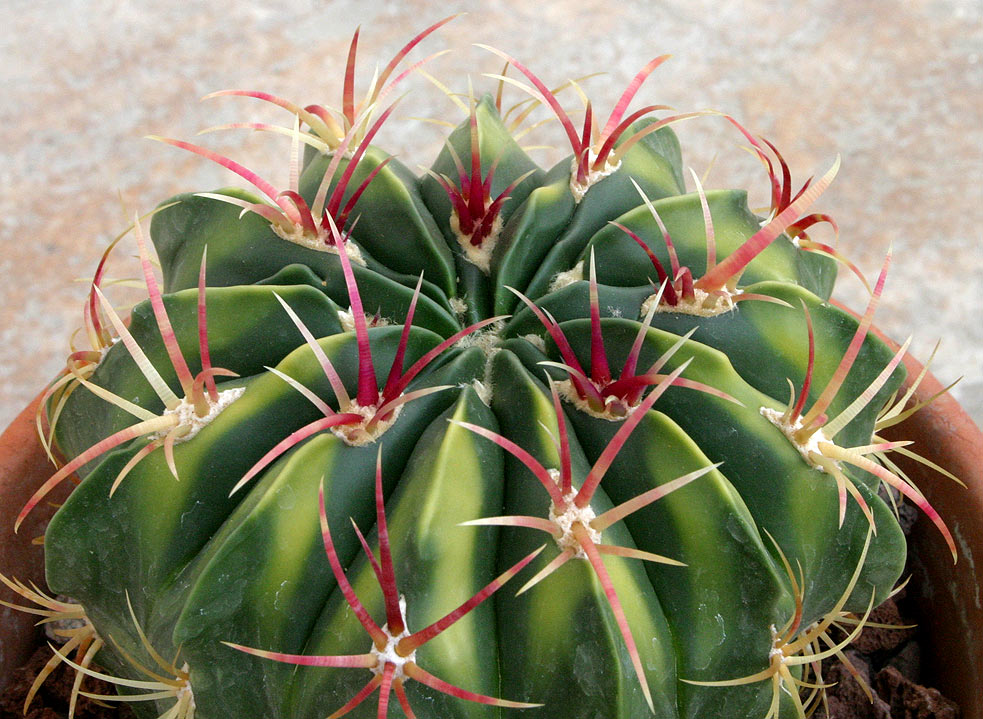
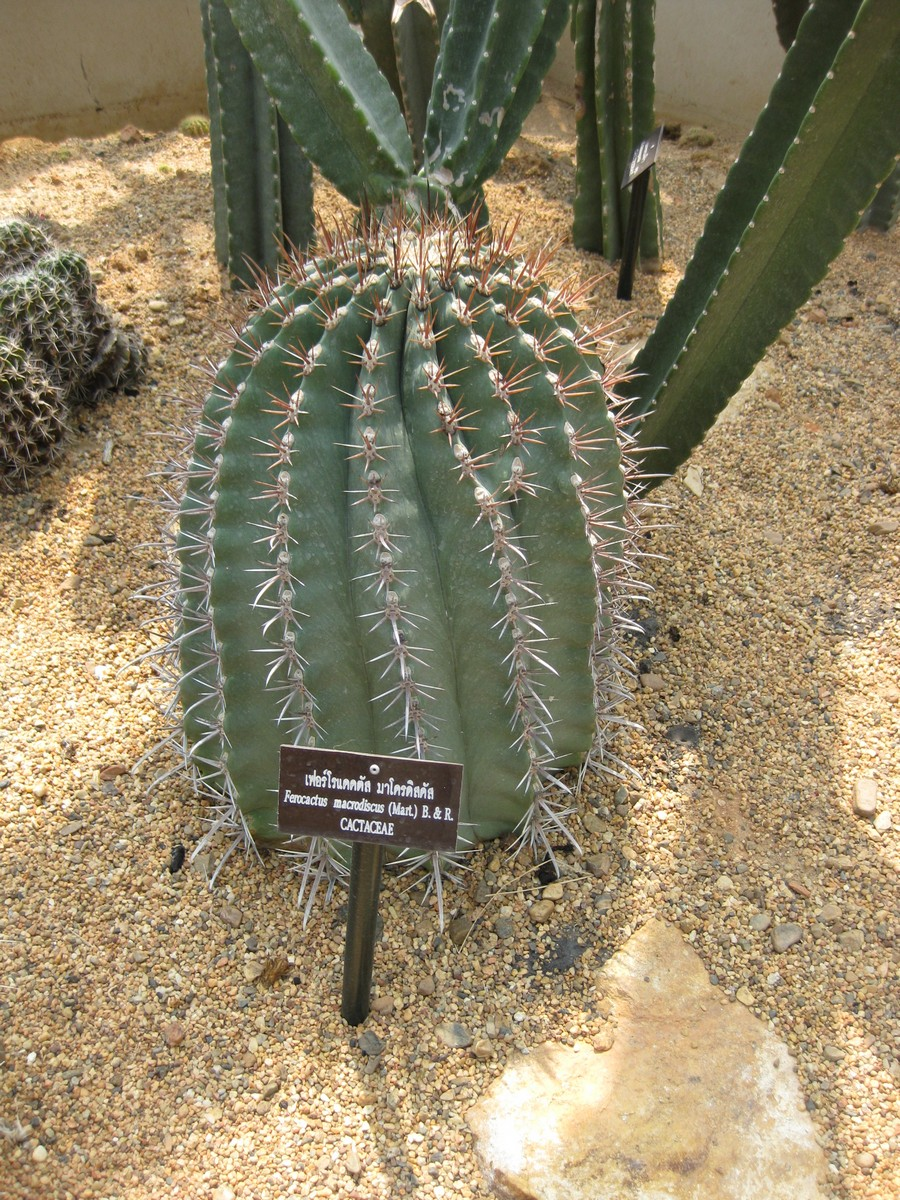
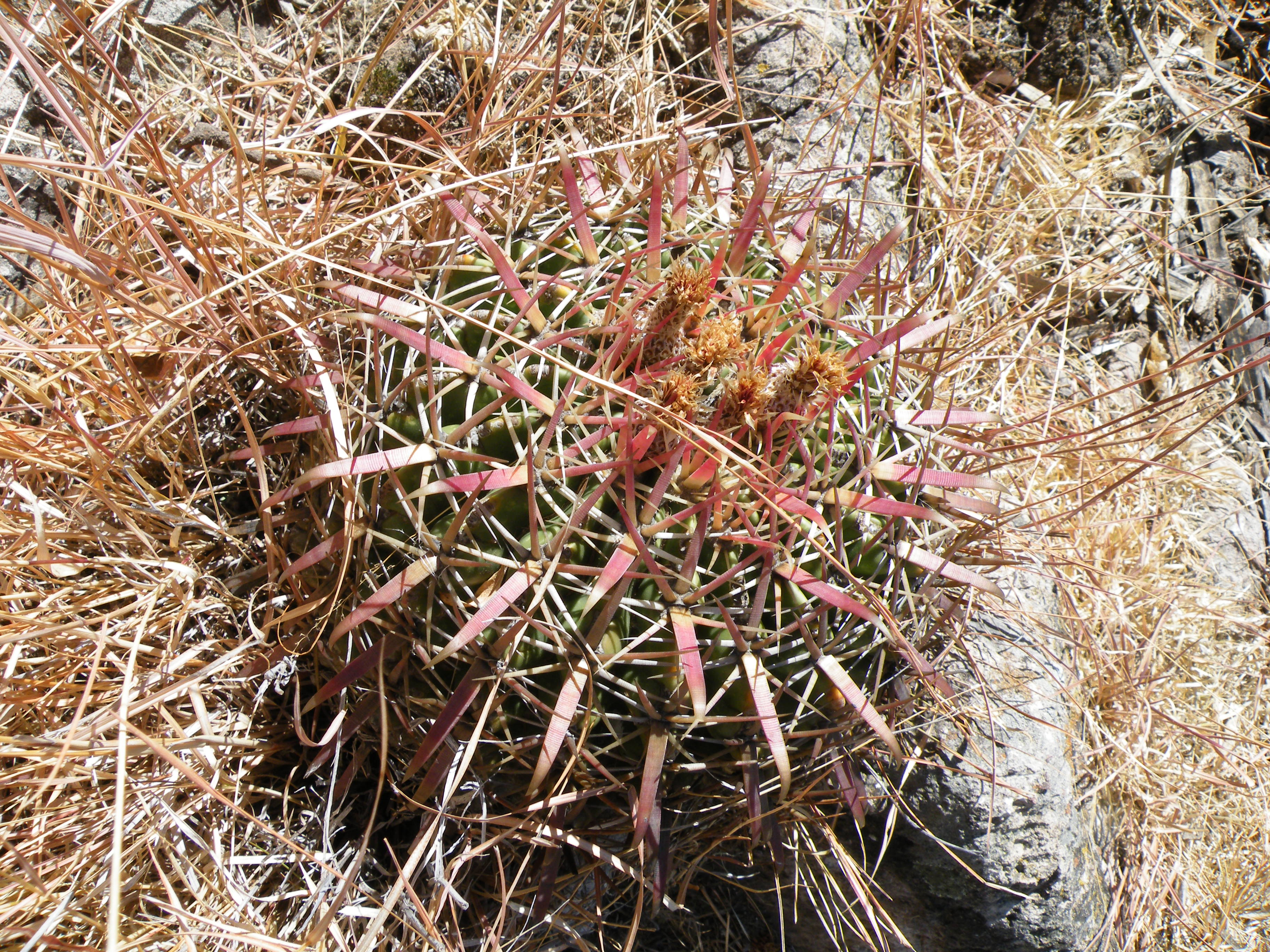
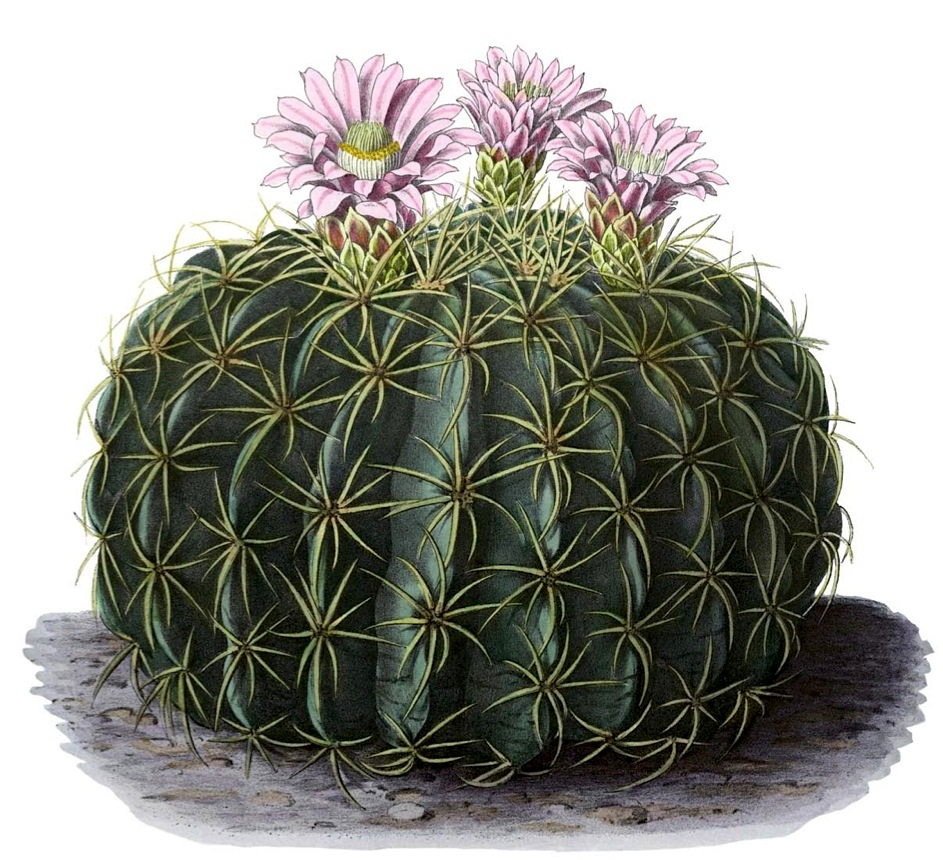